# Alleanza Nazionale
De Alleanza Nazionale (Nederlands: Nationale Alliantie) is een voormalige Italiaanse politieke partij. De partij ontstond in 1995 uit de opgeheven ultra-rechtse Movimento Sociale Italiano (MSI) en rechtse politici uit de vroegere Democrazia Cristiana (DC). De AN stond onder leiding van Gianfranco Fini, de secretaris van de partij.

## Geschiedenis
In januari 1995 hief Gianfranco Fini, partijleider van de semi-fascistische Movimento Sociale Italiano (Italiaanse Sociale Beweging), zijn partij op en kondigde de oprichting van de Alleanza Nazionale aan. Het overgrote deel van de MSI ging in de AN op, evenals een aantal conservatieve leden van de in 1994 opgeheven Democrazia Cristiana (Christendemocraten). De nieuwe AN is dus in feite de rechtstreekse opvolger van de MSI, maar dan wel zonder de fascistische ideologie (ofschoon de huidige AN nog wel fascistische trekjes heeft), symbolen en uitingen.
In 1996 behaalde de AN 15,7% van de stemmen, goed voor 92 zetels in de Kamer van Afgevaardigden en 43 in de Senaat. In 2001 werden er 99 zetels in de Kamer van Afgevaardigden veroverd en 45 in de Senaat. De AN maakte deel uit van het Huis van de Vrijheden en werd daarom opgenomen in het kabinet van Silvio Berlusconi. Fini was in het derde kabinet van Berlusconi (2005-2006) vicepremier en minister van Buitenlandse Zaken. Naast Fini waren er nog 4 AN'ers lid van de regering.
Bij de regionale verkiezingen van 2005 verloor de AN in bijna al haar bolwerken. In juli 2005 schoof Fini enkele naaste medewerkers (de zgn. "kolonels") terzijde en versterkte hij zijn positie binnen de partij.
In 2009 ging de partij op in Berlusconi's PdL.
Gianfranco Fini is de PdL in 2010 definitief uitgestapt om een nieuwe partij, FLI, te stichten.

### Antisemitisme?
Formeel was AN geen antisemitische partij, maar in 1999 dook er een anti-Joods pamflet op waarin een passage uit de Talmoed werd geciteerd waarin zou worden beweerd dat de gojim (= niet-Joden, letterlijk "naties") allemaal beesten zijn. Het pamflet was vervaardigd door de AN Julius Evola Afdeling in Sestu/Cagliari. De lokale AN-voorzitter haastte zich om te verklaren dat de AN "noch antisemitisch, noch antidemocratisch" is.
In november 2003 bezocht Fini in de functie van vicepremier Israël. Hier veroordeelde hij de rassenwetten in Italië van 1938 en noemde de Italiaanse Sociale Republiek "duivels". Deze uitspraak had gevolgen binnen de partij: Alessandra Mussolini, tot dan toe een prominent van de AN, noemde de Piazzale Loreto in Milaan, de plaats waar het dode lichaam van haar grootvader Benito Mussolini aan zijn benen werd opgehangen "de meest duivelse" plaats. Hiermee suggereerde ze dat de schandelijkheden van het fascisme voor haar minder erg, dan wel helemaal niet erg waren vergeleken met het tentoonstellen van het dode lichaam van haar opa. Alessandra Mussolini en enkele hardliners scheidden zich van de AN af.

## Europa
Als nationalistische partij speelde de Europese eenwording een ondergeschikte rol. Toch deed de partij wel mee aan Europese verkiezingen en behaalde zij bij de verkiezingen voor het Europese Parlement van 2004 11,5% van de stemmen en 9 zetels, hetzelfde aantal als bij de verkiezingen van 1999 (waarbij het stemmenpercentage 10,3% bedroeg).

## Ideologie
De AN was een nationalistische, populistische, anti-immigratiepartij. Ook streefde de AN naar een Italië waar de orde heerst. Officieel was de partij rooms-katholiek om de vroegere leden van de Democrazia Cristiana gerust te stellen (de vroegere MSI was seculier).
Was de vroegere MSI soms uitgesproken antikapitalistisch, later toonde zij zich voorstander van de vrije markteconomie en privatisering. AN was aan de andere kant fel gekant tegen zaken als abortus en homo-emancipatie.
Zelf omschreef de partij zich als "post-fascistisch" en zei ze voorstander te zijn van de democratie en politiek pluralisme. Gianfranco Fini, de voormalige leider van de MSI heeft zich duidelijk gedistantieerd van het fascisme (zie Antisemitisme?). Toch spraken enkele vooraanstaande partijleden zich in het verleden regelmatig uit in het voordeel van de fascistische Militia van de voormalige Italiaanse Sociale Republiek in Noord-Italië - de nazi-Duitse marionettenstaat waarvan de hoofdstad gevestigd was in Salò.
Nadat veel extreemrechtse figuren zich van de AN hadden afgescheiden kreeg de AN meer het imago van een rechtse partij, al werd AN in het Europees parlement wel onder de wat extremere partijen geschaard.

## Jeugdbeweging
De jeugdbeweging van de Alleanza Nazionale is de Azione Giovani.

## Partijkrant
- Il Secolo d'Italia

## Uitslagen
| Jaar | parlement                       | %         | zetels |
| ---- | ------------------------------- | --------- | ------ |
| 1994 | Kamer van Afgevaardigden Senaat | 13,5 -    | 109 48 |
| 2006 | Kamer van Afgevaardigden Senaat | 15,7 -    | 92 43  |
| 2001 | Kamer van Afgevaardigden Senaat | 12,0 -    | 99 45  |
| 2006 | Kamer van Afgevaardigden Senaat | 12,3 12,4 | 71 41  |

| Jaar                 | parlement          | %    | zetels |
| -------------------- | ------------------ | ---- | ------ |
| 1994                 | Europees Parlement | 12,5 | 11     |
| 1999(AN+Patto Segni) | Europees Parlement | 10,3 | 9      |
| 2004                 | Europees Parlement | 11,5 | 9      |